# Oscarella stillans
Oscarella stillans är en svampdjursart som beskrevs av Patricia R. Bergquist och Kelly 2004. Oscarella stillans ingår i släktet Oscarella och familjen Plakinidae.
Artens utbredningsområde är Filippinerna. Inga underarter finns listade i Catalogue of Life.